# Glimp van de duivel
Glimp van de duivel is een lied van de Marokkaans-Nederlandse rapper Ali B in samenwerking met de Nederlandse zanger Nielson. Het werd in 2016 als single uitgebracht en stond in hetzelfde jaar als twaalfde track op het album Een klein beetje geluk van Ali B.

## Achtergrond
Glimp van de duivel is geschreven door Ali Bouali, Glen Faria, Niels Littooij, Memru Renjaan, David van Dijk, Carlos Vrolijk en Julien Willemsen en geproduceerd door Project Money en Jack $hirak. Het is een nummer uit de genres nederhop en nederpop met effecten uit de tropical house. In het lied rappen en zingen de artiesten over een vrouw die ze liefhebben, maar waarvan ze weten dat ze met de liedverteller speelt. De single heeft in Nederland de platina status.
Ali B had een groot deel van het lied al gemaakt, voordat hij Nielson vroeg om zijn bijdrage te leveren. Voordat hij de zanger vroeg, had hij het al aan zeven andere artiesten gevraagd. Deze wezen allen de samenwerking af. 

## Hitnoteringen
De artiesten hadden succes met het lied in de hitlijsten van Nederland. In de Nederlandse Top 40 kwam het tot de 28e positie. Het was vijf weken in de Top 40 te vinden. Het piekte op de 32e plaats van de Nederlandse Single Top 100 en stond tien weken in deze hitlijst. 